# Liste der Ehrenbürger von Köln

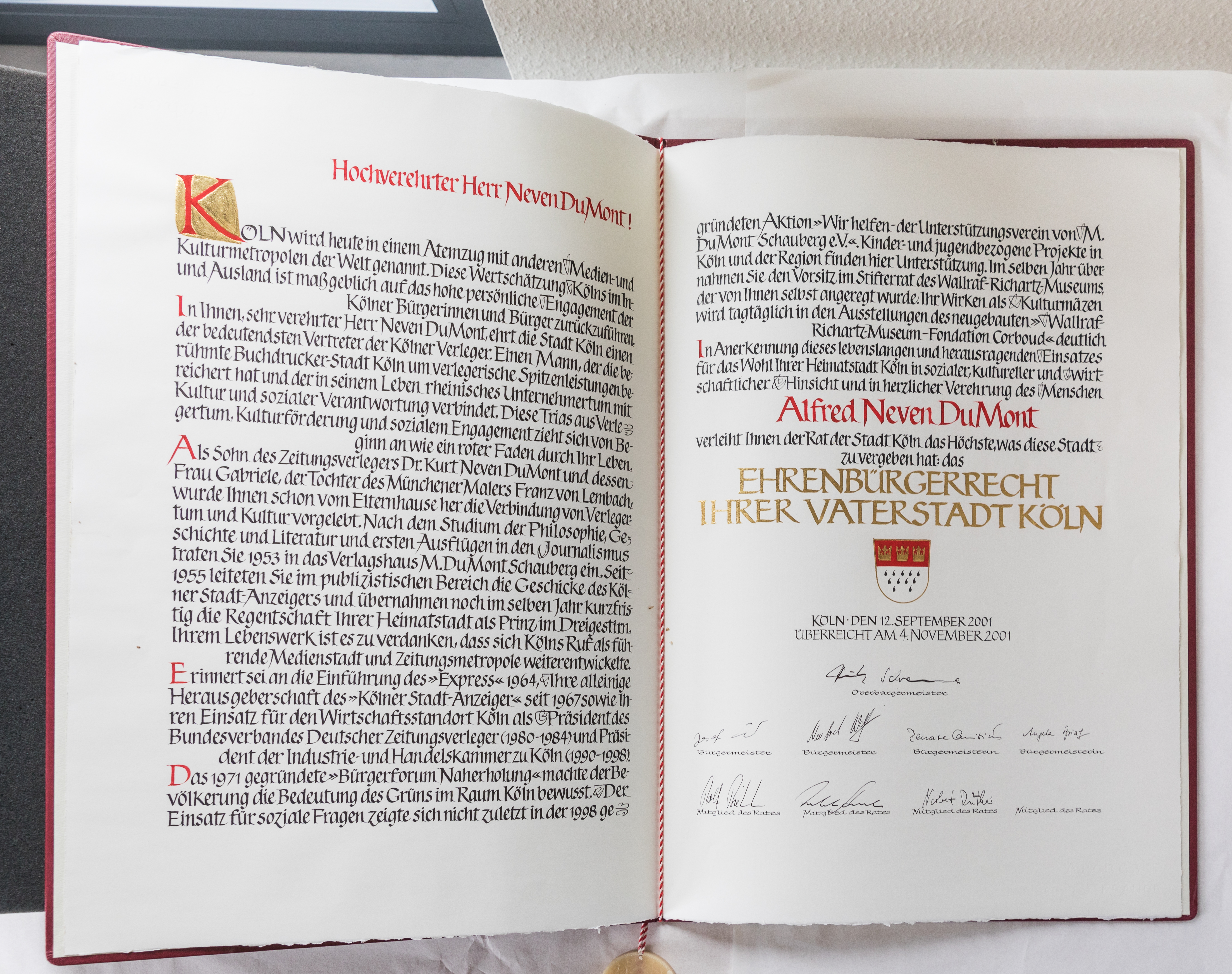
Urkunde zur Verleihung des Ehrenbürgerrechts an Alfred Neven DuMont 2001

Die Stadt Köln hat seit 1856 24 Personen das Ehrenbürgerrecht verliehen.
Bereits im Jahr 1823 hatte der Rat der Stadt Köln den Kunstsammler Ferdinand Franz Wallraf mit einem Eichenkranz als Bürgerkrone ausgezeichnet und ihm einen Ehrenbecher geschenkt. Später prägte man für Wallraf den Begriff „Erzbürger“, was einer Vorform der Ehrenbürgerschaft gleichkommt.
Zwischen 1933 und 1945 waren auch Paul von Hindenburg, Adolf Hitler, Hermann Göring, Robert Ley, Alfred Rosenberg und Joseph Goebbels Ehrenbürger der Stadt Köln. Der Rat der Stadt beschloss in seiner Sitzung vom 27. April 1989 einstimmig, dass die in der Zeit des Nationalsozialismus gefassten Beschlüsse zur Verleihung von Ehrenbürgerrechten von Anfang an nichtig waren.
Hinweis: Die Auflistung erfolgt chronologisch nach Datum der Zuerkennung durch Beschluss des Rates der Stadt Köln

## Die Ehrenbürger der Stadt Köln

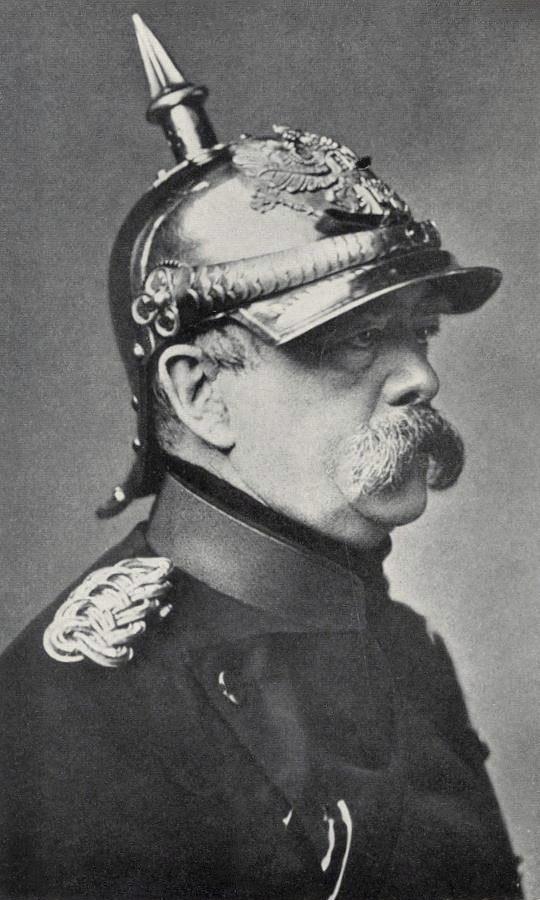
Otto von Bismarck

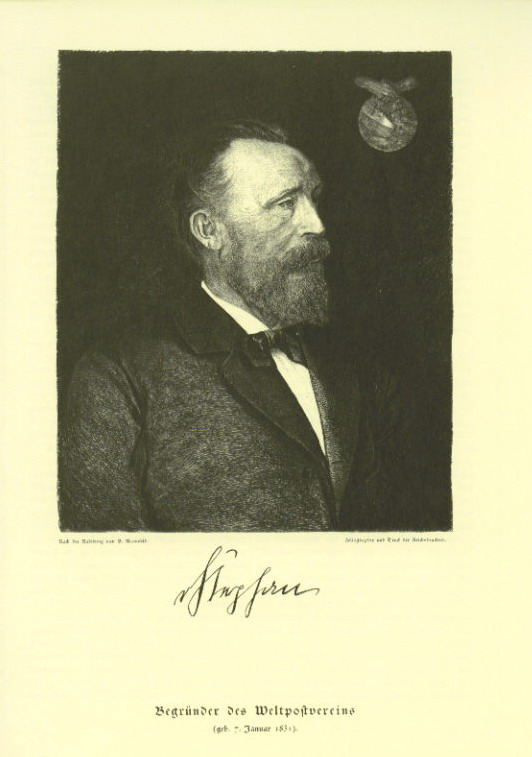
Heinrich von Stephan

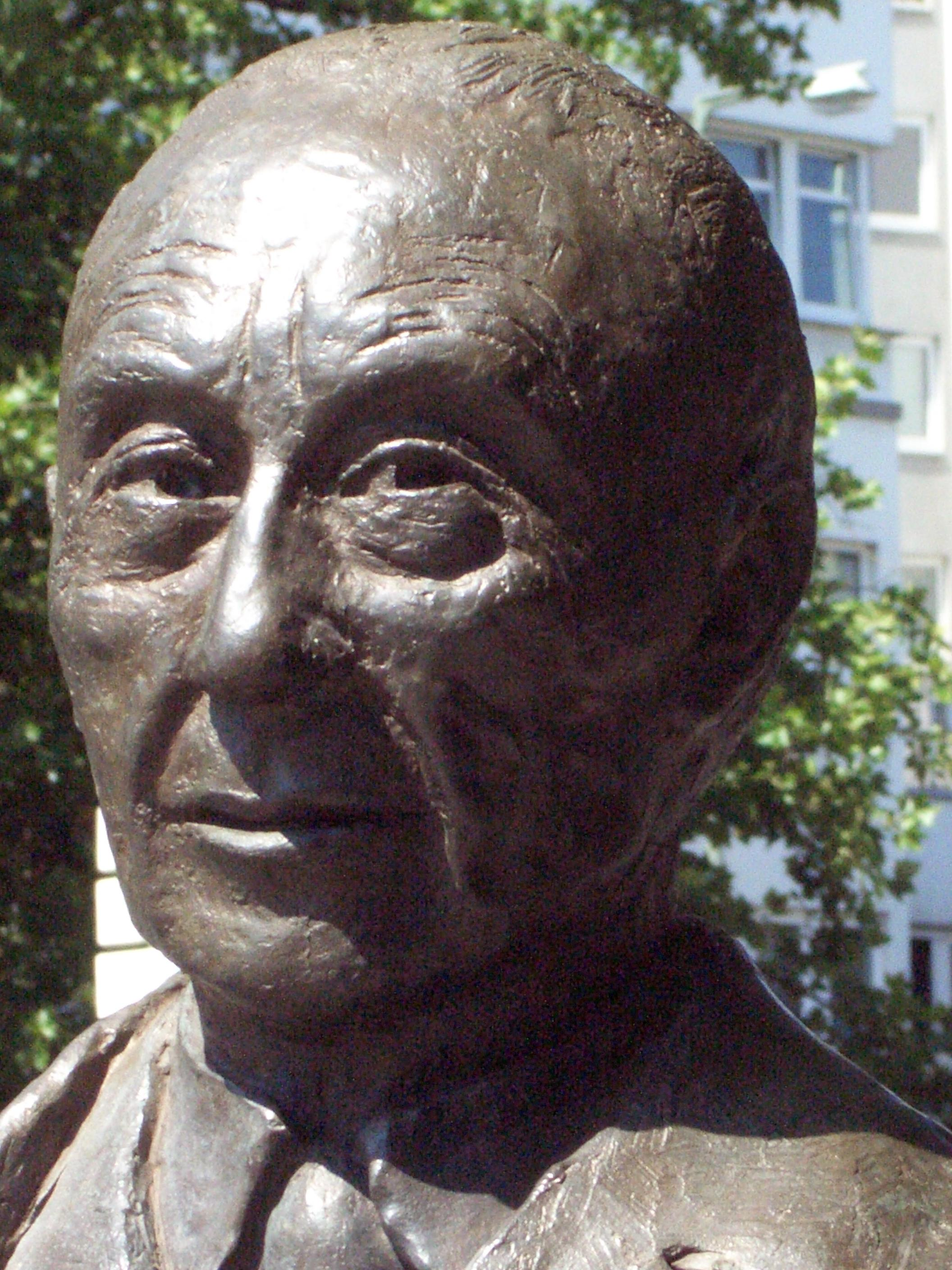
Konrad Adenauer

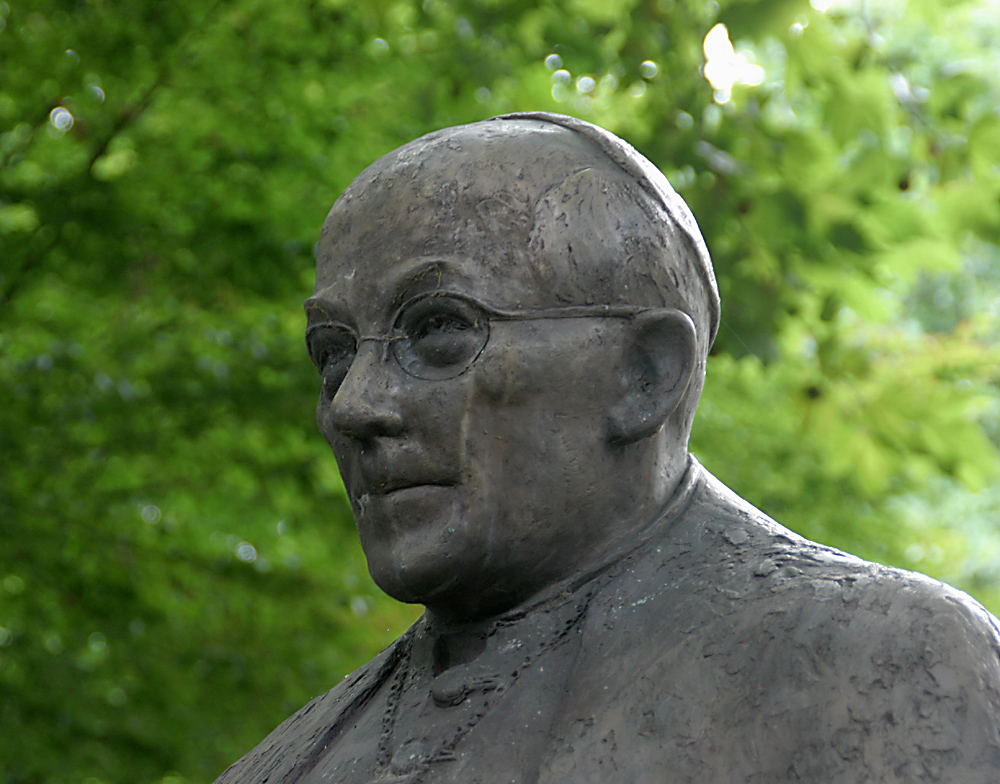
Frings-Skulptur in Köln

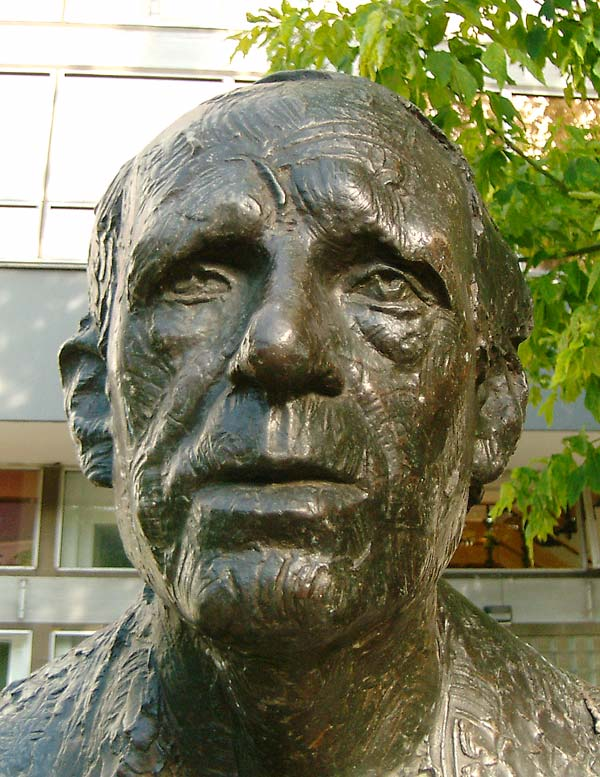
Heinrich Böll

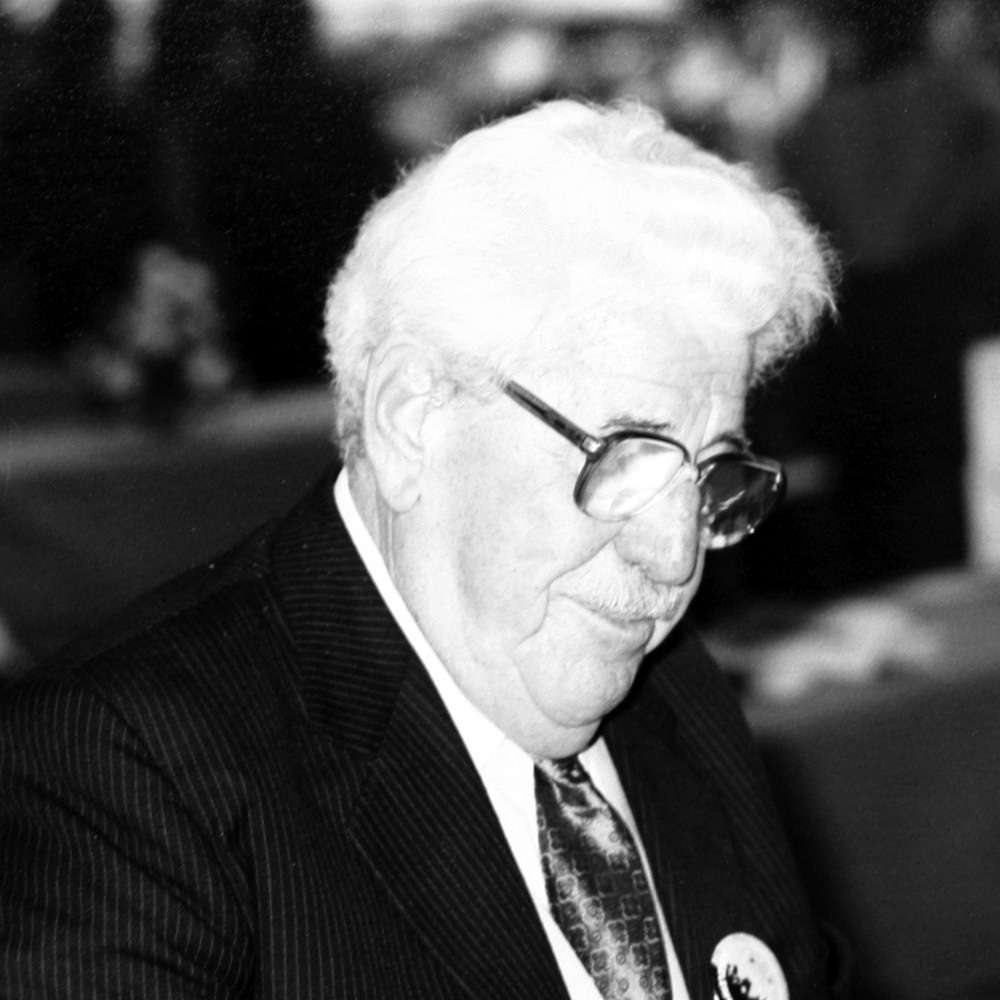
Willy Millowitsch

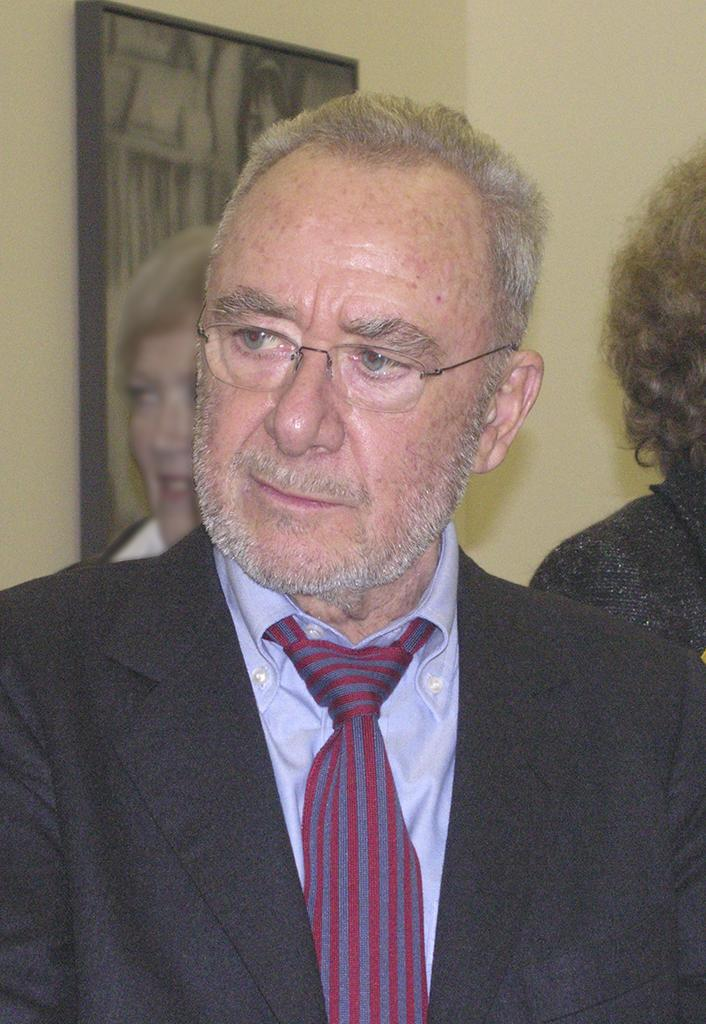
Gerhard Richter

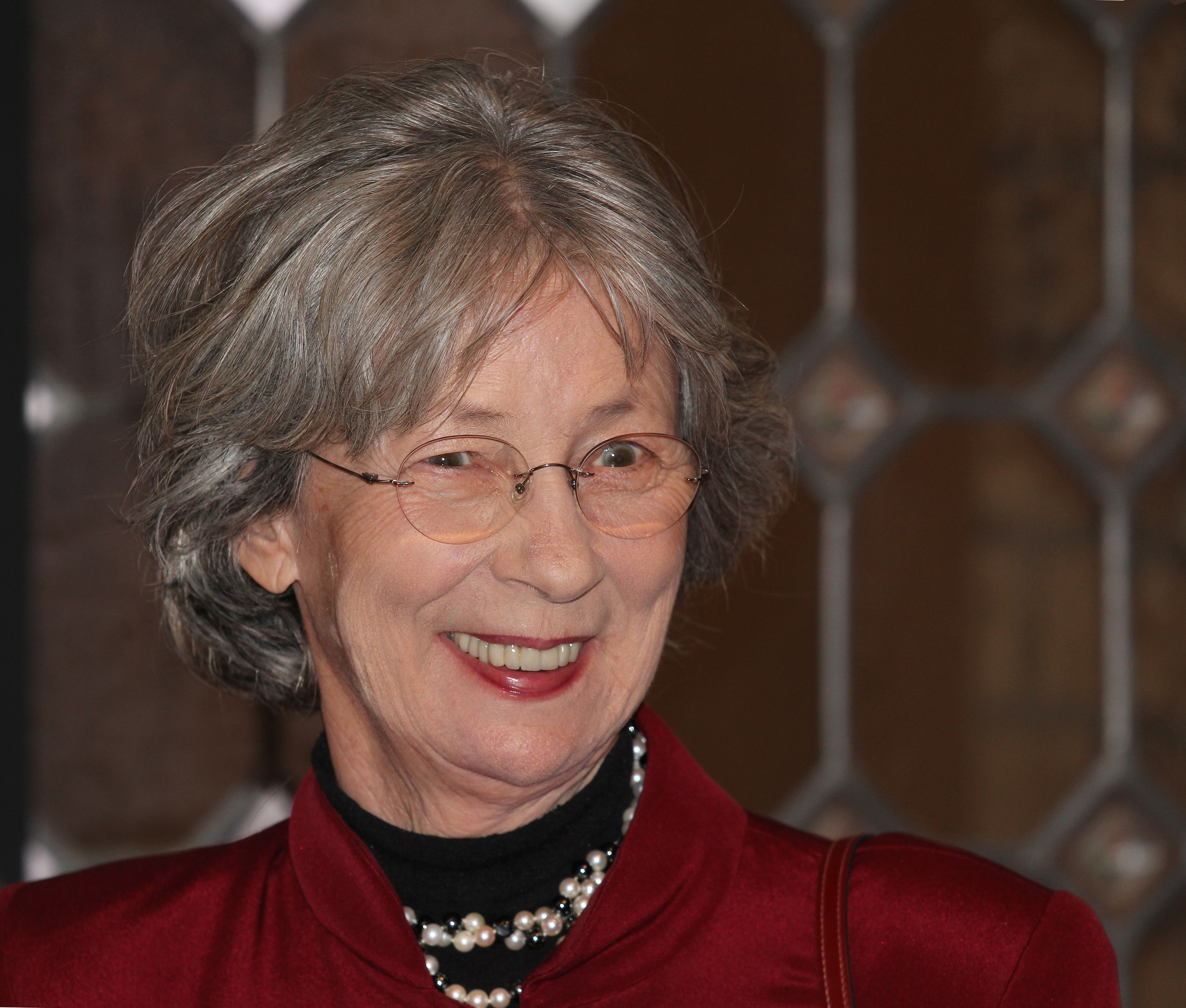
Hedwig Neven DuMont

1. Franz Egon Graf von Fürstenberg-Stammheim (* 24. März 1797 auf Schloss Herdringen; † 20. Dezember 1859 in Köln)
königlich-preußischer Kammerherr
Ratsbeschluss vom 18. Dezember 1856
2. Ernst Moritz Arndt (* 26. Dezember 1769 in Groß Schoritz; † 29. Januar 1860 in Bonn)
Freiheitsdichter
Ratsbeschluss vom 9. Dezember 1859, Verleihung am 26. Dezember 1859
3. Otto Fürst von Bismarck (* 1. April 1815 in Schönhausen; † 30. Juli 1898 in Friedrichsruh)
Reichskanzler
Ratsbeschluss vom 1. April 1875
4. Helmuth Graf von Moltke (* 26. Oktober 1800 in Parchim; † 24. April 1891 in Berlin)
Generalfeldmarschall
Ratsbeschluss vom 9. Juni 1879
5. Gustav von Mevissen (* 20. Mai 1815 in Dülken; † 13. August 1899 in Bad Godesberg)
Geheimer Kommerzienrat
Ratsbeschluss vom 25. April 1895, Verleihung am 20. Mai 1895
6. August Reichensperger (* 22. März 1808 in Koblenz; † 16. Juli 1895 in Köln)
Appellationsgerichtsrat
Ratsbeschluss vom 25. April 1895, Verleihung am 20. Mai 1895
7. Heinrich von Stephan (* 7. Januar 1831 in Stolp; † 8. April 1897 in Berlin)
Staatssekretär
Ratsbeschluss vom 25. April 1895
8. Friedrich Wilhelm von Becker (* 12. Juli 1835 in Tangermünde; † 11. Januar 1924 in Köln-Marienburg)
Oberbürgermeister
Ratsbeschluss vom 12. Juli 1905, Verleihung am 12. Juli 1905
9. Alexander Schnütgen (* 22. Februar 1843 in Steele/Ruhr; † 24. November 1918 in Listernohl)
Domkapitular
Ratsbeschluss vom 26. Oktober 1910

  - Paul von Beneckendorff und von Hindenburg (* 2. Oktober 1847 in Posen; † 2. August 1934 auf Gut Neudeck)

Reichspräsident
Ratsbeschluss vom 30. März 1933, aberkannt am 27. April 1989

  - Adolf Hitler (* 20. April 1889 in Braunau am Inn; † 30. April 1945 in Berlin)

Reichskanzler
Ratsbeschluss vom 30. März 1933, aberkannt am 27. April 1989

  - Hermann Göring (* 12. Januar 1893 in Rosenheim; † 15. Oktober 1946 in Nürnberg)

Preußischer Ministerpräsident
Ratsbeschluss vom 28. Juni 1934, aberkannt am 27. April 1989

  - Robert Ley (* 15. Februar 1890 in Niederbreidenbach; † 25. Oktober 1945 in Nürnberg)

Reichsorganisationsleiter, Leiter DAF
Ratsbeschluss vom 15. Februar 1937, aberkannt am 27. April 1989

  - Alfred Rosenberg (* 12. Januar 1893 in Reval; † 16. Oktober 1946 in Nürnberg)

Reichsleiter der NSDAP
Ratsbeschluss vom 26. April 1939, aberkannt am 27. April 1989

  - Joseph Goebbels (* 29. Oktober 1897 in Rheydt; † 1. Mai 1945 in Berlin)

Reichsminister für Volksaufklärung und Propaganda
Ratsbeschluss vom 20. Mai 1939, aberkannt am 27. April 1989
10. Hans Böckler (* 26. Februar 1875 in Trautskirchen; † 16. Februar 1951 in Köln)
Vorsitzender des DGB
Ratsbeschluss vom am 2. Januar 1951, Verleihung am 4. Januar 1951
11. Konrad Adenauer (* 5. Januar 1876 in Köln; † 19. April 1967 in Rhöndorf)
Oberbürgermeister und Bundeskanzler
Ratsbeschluss vom 2. Januar 1951, Verleihung am 4. Januar 1951
12. Theodor Heuss (* 31. Januar 1884 in Brackenheim; † 12. Dezember 1963 in Stuttgart)
Bundespräsident
Ratsbeschluss vom 25. Juni 1959, Verleihung am 26. August 1959
13. Josef Kardinal Frings (* 6. Februar 1887 in Neuss; † 17. Dezember 1978 in Köln)
Erzbischof
Ratsbeschluss vom 2. Juni 1967, Verleihung am 22. Juni 1967
14. Theo Burauen (* 19. Oktober 1906 in Köln; † 28. Oktober 1987 in Köln)
Oberbürgermeister
Ratsbeschluss vom 20. Dezember 1973, Verleihung am 17. Januar 1974
15. Peter Ludwig (* 9. Juli 1925 in Koblenz; † 22. Juli 1996 in Aachen)
Fabrikant und Kunstsammler
Ratsbeschluss vom 25. September 1975, Verleihung am 14. Oktober 1975
16. Heinrich Böll (* 21. Dezember 1917 in Köln; † 16. Juli 1985 in Kreuzau-Langenbroich)
Schriftsteller, Nobelpreisträger für Literatur
Ratsbeschluss vom 25. November 1982, Verleihung am 25. April 1983
17. Willy Millowitsch (* 8. Januar 1909 in Köln; † 20. September 1999 in Köln)
Volksschauspieler
Ratsbeschluss vom 17. November 1988, Verleihung am 17. März 1989
18. John van Nes Ziegler (* 20. Mai 1921 in Köln; † 14. November 2006 in Köln)
Oberbürgermeister und Landtagspräsident
Ratsbeschluss vom 23. April 1991, Verleihung am 21. Mai 1991
19. Irene Ludwig (* 17. Juni 1927 in Aachen; † 28. November 2010 in Aachen)
Kunstsammlerin und Stifterin
Ratsbeschluss vom 13. Dezember 1994, Verleihung am 21. Februar 1995
20. Norbert Burger (* 24. November 1932 in Köln; † 16. Mai 2012 in Köln)
Oberbürgermeister
Ratsbeschluss vom 21. Oktober 1999, Verleihung am 24. November 1999
21. Hans Imhoff (* 12. März 1922 in Köln; † 21. Dezember 2007 in Köln)
Fabrikant
Ratsbeschluss vom 3. Juli 2001, Verleihung am 4. November 2001
22. Alfred Neven DuMont (* 29. März 1927 in Köln; † 30. Mai 2015 in Köln)
Verleger
Ratsbeschluss vom 3. Juli 2001, Verleihung am 4. November 2001
23. Gerhard Richter (* 9. Februar 1932 in Dresden)
Bildender Künstler
Ratsbeschluss vom 3. November 2005[3], Verleihung am 16. April 2007
24. Hedwig Neven DuMont (* 9. August 1946 in Seekirchen)
Verlegersgattin
Ratsbeschluss vom 6. Februar 2020[4][5], Verleihung am 16. August 2020[6]

## Alternative Kölner Ehrenbürgerschaft
Zusätzlich zur Ehrenbürgerschaft gibt es die Alternative Kölner Ehrenbürgerschaft. Sie ist eine Ehrung für Kölner Bürger. Entstanden ist sie im Jahr 2002 in Opposition gegen die damalige Verleihung der Kölner Ehrenbürgerschaft an den Verleger Alfred Neven DuMont und den Schokoladenfabrikanten Hans Imhoff.
30 Kölner Persönlichkeiten, darunter Martin Stankowski und der Kabarettist Heinrich Pachl, gründeten den Initiativkreis alternative Ehrenbürgerschaft. Beisitzer des Komitees sind unter anderem der Schriftsteller Günter Wallraff, die Schauspielerin Marie-Luise Marjan, die Musiker Tommy Engel und Wolfgang Niedecken, der Kabarettist Jürgen Becker sowie die Schriftstellerin Elke Heidenreich.
Das Bürgerkomitee möchte mit der Auszeichnung die Aufmerksamkeit auf Bürger und Netzwerke lenken, die sich ohne finanzielle Ressourcen und oft abseits des Mainstreams der öffentlichen Meinung in Köln engagieren.
Die Auszeichnung wird unregelmäßig vergeben.
Preisträger
- 2002 Pfarrer Franz Meurer, der sogenannte Don Camillo aus Vingst, für sein soziales Engagement in der Gemeinde Köln-Höhenberg/Vingst, in der er ein umfangreiches soziales Netzwerk aufgebaut hat.[8]
- 2006 Gunter Demnig, der mittlerweile rund 22.000 Stolpersteine in über 530 Ortschaften in Deutschland, den Niederlanden, Polen, Österreich, Tschechien, der Ukraine, Ungarn und Spanien zum Gedenken an Opfer des Nationalsozialismus verlegt hat.
- 2011 Hedwig Neven DuMont (Ehefrau des Kölner Verlegers Alfred Neven DuMont), als Vorsitzende des Vereins Wir helfen, sowie Kurt Holl (1938–2015). Er engagierte sich in Köln für die Einrichtung der NS-Dokumentationsstelle in der ehemaligen Gestapo-Zentrale im EL-DE-Haus. Sein zentraler ehrenamtlicher Arbeitsschwerpunkt war seit 1980 der Einsatz für Sinti und Roma in Köln. 1990 initiierte er die erste Ausstellung zu deren Verfolgung durch die Nationalsozialisten. Holl gehörte zu den Gründern des „Rom e. V.“; 2004 konnte er „Amaro Kher“ eröffnen, ein Projekt für die schulische Integration von Roma-Flüchtlingskindern.[9]
- 2016 Irene Franken (Mitbegründerin des Kölner Frauengeschichtsvereins) für ihre wissenschaftliche Arbeit über die Frauen in der Geschichte Kölns.[10]
- 2023: Linda Rennings und Gerhart Baum für ihren Kampf um Menschenrechte.[11]